# Бакабулак
Бакабулак (каз. Бақабұлақ) — село в Казыгуртском районе Туркестанской области Казахстана. Входит в состав Шарапхананского сельского округа. Код КАТО — 514057200.

## Население
В 1999 году население села составляло 226 человек (115 мужчин и 111 женщин). По данным переписи 2009 года, в селе проживало 236 человек (121 мужчина и 115 женщин).